# Château de Port-Mort
Le château de Port-Mort est un château situé dans le département de l'Eure en Normandie.

## Le château
Une carte postale du XIXe siècle mentionne le château sous le nom de château de la Motte, propriété du comte Robert du Douët de Graville.